# Smart client
Het smart client-model is een technologie voor het bouwen van computerapplicaties. 
In de jaren 90 zijn er veel Windowsapplicaties (rich client model) ontwikkeld. Deze Windowsapplicaties zijn meestal prima geschikt voor het invoeren en raadplegen van gegevens. Het nadeel van deze applicaties is dat ze vaak onderling geen gegevens kunnen uitwisselen en dat de installatie en het beheer in grotere organisaties vaak lastig is omdat de applicatie op elke pc moet worden geïnstalleerd. 
Eind jaren 90 kwamen de intranet/internet-applicaties (thin client model). Deze applicaties zijn via een browser zoals de Internet Explorer te gebruiken. Deze intranet/internet-applicaties kunnen goed gegevens uitwisselen door middel van de webservices-technologie. Ook zijn deze applicaties veel eenvoudiger te beheren door het systeembeheerder want er is per pc alleen maar een browser nodig. Het nadeel van het thin client model is dat de gebruikersinterface minder mogelijkheden biedt dan de gebruiker gewend is van het rich client model. Ook is de performance vaak minder want de rekenkracht en capaciteit van de PC wordt niet benut. Vooral bij het opvoeren en veranderen van grote hoeveelheden gegevens zijn thin client model-applicaties onhandiger in het gebruik dan rich client model-applicaties. Voor het enkel raadplegen van gegevens voldoet het thin client model meestal. 
Het smart client model moet de voordelen van het rich client model en het thin client model combineren. Een gebruikersvriendelijke interface, eenvoudige installatie en een goede uitwisseling van gegevens door middel van webservices. Ook moeten smart clients goed kunnen samenwerken met of draaien op PDA's en andere draadloze systemen. Installatie op elke PC is niet nodig. Na het opstarten van de applicatie wordt eventueel automatisch de applicatie of een gedeelte van een applicatie gedownload zodat de gebruiker altijd de juiste versie van de applicatie gebruikt. 
Een technologie waarmee smart clients ontwikkeld kunnen worden is de .NET-technologie van Microsoft. Wil een smart client-applicatie die gebruikmaakt van de .NET-technologie kunnen werken dan is wel op de PC het .NET Framework nodig. Alleen een browser is niet voldoende. 